# Hockey Club Egna
Le Hockey Club Egna est un club de hockey sur glace d'Egna dans le Trentin-Haut-Adige en Italie. Il évolue en Serie A2, le second échelon italien.

## Historique
Le club est créé en 1965.

## Palmarès
- Aucun titre.

## Anciens joueurs
- Michal Divíšek.